# 馬德拉斯 (喬治亞州)
馬德拉斯（英語：Madras）是位於美國喬治亞州考維塔縣的一個非建制地區。該地的面積和人口皆未知。

## 地理
馬德拉斯的座標為33°26′24″N 84°44′32″W / 33.44000°N 84.74222°W，而該地的平均海拔高度為299米（即981英尺）。